# Fußball-Europameisterschaft 1980/Finalrunde
Die Finalrunde der Fußball-Europameisterschaft 1980:

## Übersicht
Mit dem Ende der Gruppenphase waren die Gruppenzweiten für das Spiel um Platz 3 und die Gruppensieger für das Finale qualifiziert:
| Gruppe 1            | Gruppe 2   |
| ------------------- | ---------- |
| 1. BR Deutschland   | 1. Belgien |
| 2. Tschechoslowakei | 2. Italien |

## Spiel um Platz 3

### Tschechoslowakei – Italien 1:1 (0:0), 9:8 i.E.
| Tschechoslowakei                                      | Tschechoslowakei | Italien | Italien |
| ----------------------------------------------------- | --- | --- | ------- |
| Tschechoslowakei                                      | \| 21. Juni 1980, 20.30 Uhr in Neapel (Stadio San Paolo) \| \| Zuschauer: 24.652 \| \| Schiedsrichter: Erich Linemayr ( Österreich) \| \| Spielbericht \|                                                                          | \| 21. Juni 1980, 20.30 Uhr in Neapel (Stadio San Paolo) \| \| Zuschauer: 24.652 \| \| Schiedsrichter: Erich Linemayr ( Österreich) \| \| Spielbericht \|                                                                                  | Italien |
| Tschechoslowakei                                      | Jaroslav Netolička – Anton Ondruš – Jozef Barmoš, Rostislav Vojáček, Koloman Gögh – Ján Kozák, Ladislav Jurkemik, Antonín Panenka – Marián Masný, Zdeněk Nehoda, Ladislav Vízek (64. Miroslav Gajdůšek) Cheftrainer: Jozef Vengloš | Dino Zoff – Gaetano Scirea – Claudio Gentile, Fulvio Collovati, Antonio Cabrini – Franco Causio, Giuseppe Baresi, Roberto Bettega (83. Romeo Benetti), Marco Tardelli – Francesco Graziani, Alessandro Altobelli Cheftrainer: Enzo Bearzot | Italien |
| Tschechoslowakei                                      | 1:0 Jurkemik (54.) | 1:1 Graziani (73.) | Italien |
| Tschechoslowakei                                      | Elfmeterschießen | | Italien |
| Tschechoslowakei                                      | 1:1 Masný 2:2 Nehoda 3:3 Ondruš 4:4 Jurkemik 5:5 Panenka 6:6 Gögh 7:7 Gajdůšek 8:8 J. Kozák 9:8 Barmoš | 0:1 Causio 1:2 Altobelli 2:3 G. Baresi 3:4 Cabrini 4:5 Benetti 5:6 Graziani 6:7 Scirea 7:8 Tardelli Collovati scheitert an Netolička | Italien |
| Tschechoslowakei                                      | Jurkemik | | Italien |
| 21. Juni 1980, 20.30 Uhr in Neapel (Stadio San Paolo) | | |         |
| Zuschauer: 24.652                                     | | |         |
| Schiedsrichter: Erich Linemayr ( Österreich)          | | |         |
| Spielbericht                                          | | |         |

## Finale

### BR Deutschland – Belgien 2:1 (1:0)
| BR Deutschland                                   | BR Deutschland | Belgien | Belgien | Aufstellung                              |
| ------------------------------------------------ | --- | --- | ------- | ---------------------------------------- |
| BR Deutschland                                   | \| 22. Juni 1980, 20.30 Uhr in Rom (Olympiastadion) \| \| Zuschauer: 47.864 \| \| Schiedsrichter: Nicolae Rainea ( Rumänien) \| \| Spielbericht \|                                                                                          | \| 22. Juni 1980, 20.30 Uhr in Rom (Olympiastadion) \| \| Zuschauer: 47.864 \| \| Schiedsrichter: Nicolae Rainea ( Rumänien) \| \| Spielbericht \|                                                                | Belgien | Aufstellung BR Deutschland gegen Belgien |
| BR Deutschland                                   | Toni Schumacher – Uli Stielike – Karlheinz Förster, Bernard Dietz – Manfred Kaltz, Bernd Schuster, Hans-Peter Briegel (55. Bernhard Cullmann), Hansi Müller – Karl-Heinz Rummenigge, Horst Hrubesch, Klaus Allofs Cheftrainer: Jupp Derwall | Jean-Marie Pfaff – Eric Gerets, Walter Meeuws, Luc Millecamps, Michel Renquin – Julien Cools , René Vandereycken, Wilfried Van Moer, Raymond Mommens – François Van Der Elst, Jan Ceulemans Cheftrainer: Guy Thys | Belgien | Aufstellung BR Deutschland gegen Belgien |
| BR Deutschland                                   | 1:0 Hrubesch (10.) 2:1 Hrubesch (88.) | 1:1 Vandereycken (75., Foulelfmeter) | Belgien | Aufstellung BR Deutschland gegen Belgien |
| BR Deutschland                                   | K. Förster | Millecamps, Vandereycken, François Van Der Elst | Belgien | Aufstellung BR Deutschland gegen Belgien |
| 22. Juni 1980, 20.30 Uhr in Rom (Olympiastadion) | | |         |                                          |
| Zuschauer: 47.864                                | | |         |                                          |
| Schiedsrichter: Nicolae Rainea ( Rumänien)       | | |         |                                          |
| Spielbericht                                     | | |         |                                          |

Anmerkung: Im Endspiel trug die deutsche Nationalmannschaft im Unterschied zur Gruppenphase ein neues Trikot der Firma Adidas mit den typischen drei Streifen auf der Schulter.